# سيروسيت
السيروسيت يتكون المعدن من كربونات الرصاص وهو سهل الانصهار ويعطي عند تسخينه مع كربونات الصوديوم على مكعب الفحم كرة صغيرة من الرصاص.

## الفصيلة والشكل البلوري
يتبلور المعدن في فصيلة المعيني القائم نظام الهرم المنعكس والبلورات شائعة وغالبا مسطحة وتوأمية كذلك يوجد المعدن في مجموعات متبلورة حبيبية أو الياف أو كتلية أو ترابية.